# Hadena plicata
Hadena plicata är en fjärilsart som beskrevs av Smith 1898. Hadena plicata ingår i släktet Hadena och familjen nattflyn. Inga underarter finns listade i Catalogue of Life.